# Dungass
Dungass (auch: Dingas, Dingass, Doungass) ist eine Landgemeinde und der Hauptort des gleichnamigen Departements Dungass in Niger.

## Geographie
Dungass befindet sich in der Großlandschaft Sudan und liegt im Zentrum des Departements. Die Gemeinde grenzt im Norden an die Gemeinde Wacha, im Nordosten an die Gemeinde Gouchi, im Osten an die Gemeinde Malawa, im Süden an die Gemeinde Dogo-Dogo, im Südwesten an die Gemeinde Dantchiao, im Westen an die Gemeinde Bandé und im Nordwesten mit einem kleinen Grenzabschnitt an das Departement Mirriah.
Die Gemeinde Dungass besteht aus einem urbanen und einem ländlichen Gemeindegebiet. Das urbane Gemeindegebiet ist in acht Stadtviertel gegliedert. Diese heißen Dungass, Fada, Fada 2, Fada 3, Fada 4, Ghana, Hamdalah und Hamdalah II. Bei den Siedlungen im ländlichen Gemeindegebiet handelt es sich um 99 Dörfer, 148 Weiler, 19 Lager und eine Wasserstelle. Zusätzlich erhebt Dungass Anspruch auf fünf weitere Siedlungen in der Nachbargemeinde Dogo-Dogo. Umgekehrt beansprucht Dogo-Dogo vier Siedlungen in Dungass.
Durch das Gemeindegebiet verläuft das Trockental Korama. Es wurde die Schlangenart Wüsten-Hornviper (Cerastes cerastes) beobachtet.

## Geschichte

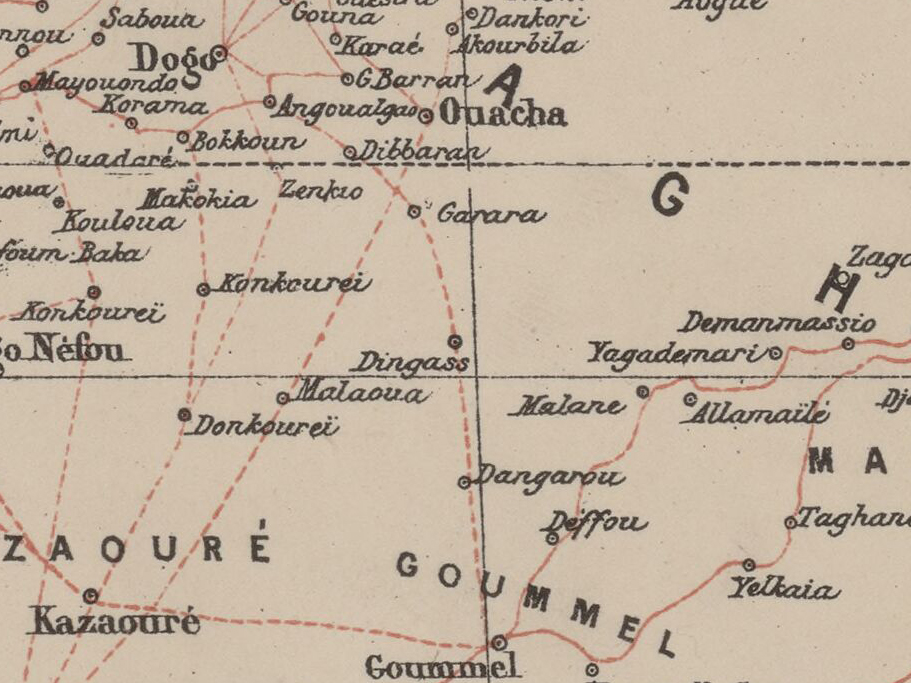
Ausschnitt einer Karte von 1903 mit Dungass (Dingass) im Zentrum

Das Dorf Takaye, heute im Gemeindegebiet von Dungass gelegen, wurde Anfang des 19. Jahrhunderts neben Mirriah und Wacha zum Sitz eines Sossébaki-Staats. Dieser wurde in den nachfolgenden Jahrzehnten in das Sultanat von Zinder eingegliedert. Mayaki, der ab 1851 regierende Herrscher von Takaye, gründete das Dorf Dungass und gab Takaye als Herrschaftssitz auf. Von 1882 bis 1887 wurde Mayaki von Sultan Ténimoun dan Sélimane von Zinder durch Mayakis Sohn Abdou ersetzt, konnte aber anschließend seine Herrschaft wiedererlangen und noch bis zu seinem Tod 1894 in Dungass regieren. Sein Nachfolger wurde Ousmane, ein anderer Sohn Mayakis. Ousmane wurde 1906 von den Briten in Kano festgenommen und ins Exil geschickt. Daraufhin wurde mit Mohamed ein dritter Sohn Mayakis Herrscher in Dungass.
In Dungass wurde 1988 ein Verwaltungsposten (poste administratif) eingerichtet, eine von einem chef de poste administratif geleitete untere Verwaltungseinheit. Die Landgemeinde Dungass ging 2002 bei einer landesweiten Verwaltungsreform aus dem Kanton Dungass hervor. Der Verwaltungsposten wurde 2011 aus dem Departement Magaria herausgelöst und zum Departement Dungass erhoben.

## Bevölkerung
Bei der Volkszählung 2012 hatte die Landgemeinde 127.757 Einwohner, die in 20.142 Haushalten lebten. Bei der Volkszählung 2001 betrug die Einwohnerzahl 71.621 in 12.440 Haushalten.
Im urbanen Gemeindegebiet lebten bei der Volkszählung 2012 9865 Einwohner in 1706 Haushalten, bei der Volkszählung 2001 6763 in 1180 Haushalten und bei der Volkszählung 1988 7395 in 1343 Haushalten.
In ethnischer Hinsicht ist die Gemeinde ein Siedlungsgebiet von Sossébaki und Fulbe. Die Sossébaki betreiben vor allem Ackerbau und die Fulbe-Untergruppe Daourawa vor allem Agropastoralismus, während die Fulbe-Untergruppen Bornanko’en und Katchinanko’en auf Fernweidewirtschaft spezialisiert sind.

## Politik
Der Gemeinderat (conseil municipal) hat 25 gewählte Mitglieder. Mit den Kommunalwahlen 2020 sind die Sitze im Gemeinderat wie folgt verteilt: 12 PNDS-Tarayya, 3 MPR-Jamhuriya, 3 RDP-Jama’a, 3 RDR-Tchanji, 2 CPR-Inganci, 1 ARD-Adaltchi Mutunchi und 1 RSD-Gaskiya.
Jeweils ein traditioneller Ortsvorsteher (chef traditionnel) steht an der Spitze von 74 Dörfern im ländlichen Gemeindegebiet.

## Wirtschaft und Infrastruktur
Die Gemeinde liegt in jener schmalen Zone entlang der Grenze zu Nigeria, die von Tounouga im Westen bis Malawa im Osten reicht und in der Bewässerungsfeldwirtschaft für Cash Crops betrieben wird. In Dungass wird regenabhängiger Reisanbau praktiziert. Es gibt einen Markt im urbanen Gemeindegebiet. Der Markttag ist Sonntag. Weitere Wochenmärkte werden in den Dörfern Bangaza und Takaye abgehalten. Im Hauptort wird eine Niederschlagsmessstation betrieben. Das staatliche Versorgungszentrum für landwirtschaftliche Betriebsmittel und Materialien (CAIMA) unterhält eine Verkaufsstelle im Ort.
Gesundheitszentren des Typs Centre de Santé Intégré (CSI) sind im urbanen Gemeindegebiet sowie in den Siedlungen Bangaza und Takaye vorhanden. Das erstgenannte Gesundheitszentrum verfügt über ein eigenes Labor und eine Entbindungsstation. Der CEG Dungass ist eine allgemein bildende Schule der Sekundarstufe des Typs Collège d’Enseignement Général (CEG). Beim Collège d’Enseignement Technique de Dungass (CET Dungass) handelt es sich um eine technische Fachschule und beim Centre de Formation aux Métiers de Dungass (CFM Dungass) um ein Berufsausbildungszentrum.
Die 78,1 Kilometer lange Nationalstraße 13 zwischen Tinkim und der Staatsgrenze zu Nigeria, eine moderne Erdstraße, verläuft durch den Hauptort. Dort beginnen die zur Nationalstraße 1 führende und 73,4 Kilometer lange Landstraße RR7-002, eine einfache Erdstraße, sowie die 175 Kilometer lange Route 728 nach Gouré, eine einfache Piste.